# Пихи
Пи́хи — село в Україні, у Яворівському районі Львівської області. Населення становить 12 осіб. Орган місцевого самоврядування — Мостиська міська рада.